# 嵐州
嵐州（らんしゅう）は、中国にかつて存在した州。南北朝時代から明代にかけて、現在の山西省嵐県一帯に設置された。

## 概要
528年（建義元年）、北魏により肆州を分割して設置された広州を前身とする。533年（永熙2年）、広州は嵐州と改められた。
607年（大業3年）、隋により嵐州は楼煩郡と改称された。
621年（武徳4年）、唐が劉武周を平定すると、楼煩郡嵐城県に東会州が置かれた。623年（武徳6年）、東会州は嵐州と改められた。742年（天宝元年）、嵐州は楼煩郡と改称された。758年（乾元元年）、楼煩郡は嵐州と改称された。嵐州は河東道に属し、宜芳・静楽・合河・嵐谷の4県を管轄した。
宋のとき、嵐州は河東路に属し、宜芳・合河・楼煩の3県を管轄した。
金のとき、嵐州は河東北路に属し、宜芳・合河・楼煩の3県と飛鳶・合河津・乳浪・塩院渡の4鎮を管轄した。
1265年（至元2年）、モンゴル帝国により嵐州は廃止され、管州に編入された。1268年（至元5年）、嵐州が再び立てられた。元の嵐州は冀寧路に属した。
1369年（洪武2年）、明により嵐州は嵐県に降格し、岢嵐州に属した。